# E. C. Pielou
Evelyn Chrystalla "EC" Pielou (Bognor Regis, Inglaterra, 20 de febrero de 1924 - Comox, Columbia británica 16 de julio de 2016) fue una estadística ecologista canadiense. 

## Biografía
Comenzó su carrera como investigadora para el Departamento Forestal de Canadá (1963–1964) y el Departamento de Agricultura de Canadá (1964–1967). Más tarde fue profesora de biología en la Queen's University, Kingston, Ontario (1968-1971) y en la Dalhousie University en Halifax, Nueva Escocia (1974-1981) y luego fue profesora de investigación ambiental de arenas petrolíferas en la Universidad de Lethbridge, Alberta (1981–1986). Pielou fue la segunda mujer en ganar el premio Ecologista Eminente (1986) de la Ecological Society of America  Ha contribuido significativamente al desarrollo de la ecología matemática, el modelado matemático de sistemas naturales y ha escrito seis libros académicos sobre el tema. Vivió en Comox, Columbia Británica, Canadá, y escribió libros populares sobre historia natural hasta su muerte en julio de 2016.

## Contribuciones

### Equidad de Pielou
La equidad de Pielou es un índice que mide la diversidad junto con la riqueza de especies. Si bien la riqueza de especies es el número de especies diferentes en un área determinada, la equidad es el recuento de individuos de cada especie en un área. Un valor calculado de la equidad de Pielou varía de 0 (sin equidad) a 1 (equidad completa). Cuando se tiene en cuenta junto con otros índices como el índice de Simpson o el índice de Shannon, se puede interpretar una descripción más completa de la estructura de una comunidad.

### Ecología Matemática
El enfoque de Pielou agregó modelos matemáticos a la ecología. Se podrían hacer análisis cuantificables con ecología teórica en áreas como ecología de poblaciones y comunidades. Las matemáticas proporcionarían información sobre, por ejemplo, qué factores son más importantes para la estabilidad del ecosistema y en qué medida se comparan con otros.
Uno de los artículos de Pielou mencionó la importancia y los usos del modelado matemático en ecología, así como sus limitaciones. La dinámica de la población se explicó mejor en cuanto a por qué se comportaron de la manera en que lo hicieron a través del modelado. Las predicciones del comportamiento de un ecosistema y sus resultados se convirtieron más en una explicación de por qué, en lugar de simplemente un pronóstico, mediante el uso de tales modelos. Si un modelo no es realista, no significa que esté equivocado. El modelado matemático permitió la creación de nuevas hipótesis para investigar por qué el modelo no coincidía con las observaciones. Un resultado no siempre fue uno u otro, ya que podría haber sido diferente debido a circunstancias o condiciones imprevistas que inicialmente se consideró sin importancia. Esto permitió que los modelos matemáticos en ecología se utilizaran como estándar para las comparaciones con otros sistemas. No hay dos ecosistemas idénticos, y las diferencias significativas entre ellos podrían identificarse más fácilmente.

## Obras

### Libros académicos
- Introduction to Mathematical Ecology (1969). Wiley-Interscience, New York. ISBN 0-471-68918-1
- Population and community ecology: principles and methods (1974). Gordon and Breach, New York. ISBN 0-677-03580-2
- Ecological diversity (1975). Wiley, New York. ISBN 0-471-68925-4
- Mathematical ecology (1977). Wiley, New York. ISBN 0-471-01993-3
- Biogeography (1979). Wiley, New York. ISBN 0-471-05845-9
- The interpretation of ecological data: a primer on classification and ordination (1984). Wiley, New York. ISBN 0-471-88950-4

### Libros populares
- After the Ice Age: The Return of Life to Glaciated North America (1991). University of Chicago Press. ISBN 0-226-66811-8
- A Naturalist's Guide to the Arctic (1994). University of Chicago Press. ISBN 0-226-66814-2
- Fresh Water (2000). University of Chicago Press. ISBN 0-226-66815-0
- The energy of nature (2001). University of Chicago Press. ISBN 0-226-66806-1
- The World of Northern Evergreens (1988). Comstock Publishing Associates (a division of Cornell University Press). ISBN 0-8014-2116-0